# Sigrid la Superba
Sigrid la Superba, (norreno: Sigríð, in norvegese Sigrid Storråda) (... – seconda metà X secolo), è stata una principessa polacca o svedese, la cui storicità è controversa.

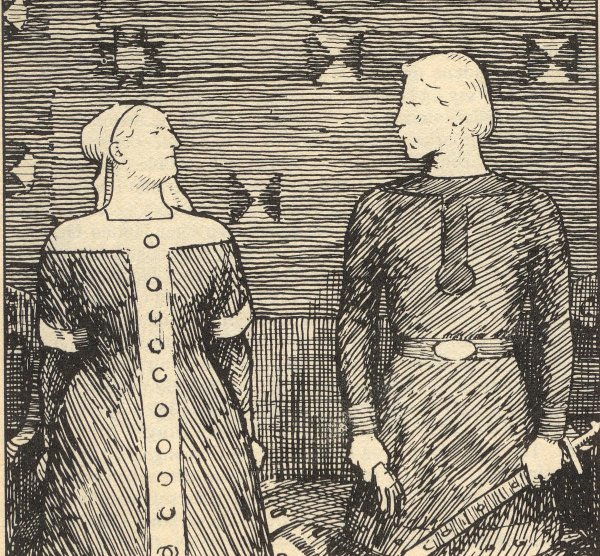
Sigrid e Olaf in un'illustrazione per un'edizione norvegese del 1899 dellHeimskringla

È stata variamente identificata con Gunhildr di Venedia, Świętosława figlia di Miecislao I di Polonia e Saum-Aesa.
È un personaggio che compare in diverse saghe nordiche e cronache storiche, ma non è chiaro se sia un personaggio realmente esistito, oppure una figura in cui sono confluite le caratteristiche di molte altre donne. È infatti possibile che alcuni resoconti confondano una Sigríð, seconda moglie del re Sweyn Barbaforcuta e figlia di Skoglar Toste, con Saum-Aesa di Polonia, sua prima moglie, conosciuta come Gunhild. Sigríð era già stata sposata con Eric il Vittorioso di Svezia, a cui diede un figlio: Olof Skotkonung. Nel 994 sposò poi Sweyn Forkbeard con il nome scandinavo di Sigrid Storråda.

## La vita secondo le saghe
La Heimskringla la descrive come la bella ma vendicativa figlia di Skoglar Toste, un potente nobile svedese. Essendo rimasta vedova di Eric il Vittorioso Sigríð aveva ricevuto in eredità diverse grandi proprietà e viveva riccamente con il figlio Olof quando suo fratello adottivo Harald Grenske, sovrano del Vestfold, ne chiese la mano. Sigríð non gradì tali attenzioni poiché provvide a che Harald venisse arso vivo dopo che ebbe dato un sontuoso banchetto, gesto volto a scoraggiare altri pretendenti.
Tuttavia un altro pretendente arrivò nella persona di Olaf I di Norvegia, tuttavia egli pose come condizione per le nozze che ella si convertisse al Cristianesimo e le saghe riportano che egli per poco non la uccise quando Sigríð gli rispose che non avrebbe rinnegato la fede dei propri padri. Il fallimento di questo corteggiamento portò Sigríð a cercare alleati che la aiutassero a portare Olaf alla rovina e per questo si alleò con i danesi accettando la mano di Sweyn I di Danimarca che già stava disputando con il re di Norvegia. Nello stesso periodo Sweyn aveva mandato la propria sorella Tyra (morta nel 1000 circa) in sposa al re dei Venedi Burislav che era anche il padre di Gunhild di Venedia, prima moglie di Sweyn. Tyra tuttavia fuggì e finì per maritarsi con Olaf innescando la scintilla che avrebbe portato i due re allo scontro. Sigríð non cercò di placare gli animi, anzi ne aumentò l'intensità e la disputa fra Sweyn e Olaf culminò nella battaglia di Svolder in cui quest'ultimo perse la vita.

## Il medioevo e l'epoca moderna
Le fonti medievali che possano fornire dettagli rilevanti circa i matrimoni di Sigríð con Sweyn ed Eric sono piuttosto scarsi, ma fra essi si ricordano:
- Tietmaro di Merseburgo menziona una figlia di Miecislao I di Polonia di cui non fa il nome, ma che viene identificata con Sigríð, che aveva sposato Sweyn e che gli aveva dato due figli Canuto e Aroldo.[3][4] Tietmaro è probabilmente uno dei cronacotecari meglio informati circa queste vicende poiché era coevo con i protagonisti di queste vicende ed era ben informato sugli eventi concernenti la Polonia e la Danimarca. Se questa parentela fosse vera allora Sigríð sarebbe anche la sorella di Boleslao I di Polonia e questo spiegherebbe il coinvolgimento dell'esercito polacco nell'invasione dell'Inghilterra che avvenne per mano di Sweyn nel 1013.
- Adamo da Brema scrisse circa un secolo dopo Tietmaro e anch'egli parla di una principessa polacca, sorella di Boleslao, che sposò Eric il vittorioso da cui ebbe un figlio di nome Olof e che, in seconde nozze, sposò Sweyn I di Danimarca da cui ebbe due figli, Canuto ed Aroldo. Adamo è il primo cronacotecario che menziona il matrimonio fra Sigríð ed Eric, motivo per cui molti storici sono inclini a non considerarlo attendibile poiché egli visse parecchio tempo dopo gli eventi in questione. Nella sua opera, le Gesta Hammaburgensis Ecclesiae Pontificum, egli scrive che fu Boleslao a dare la sorella in moglie ad Eric, tuttavia Olof nacque attorno al 980, quando Boleslao non era ancora re, tempistica che rende i fatti piuttosto improbabili.
- L'Encomium Emmae cita in un breve passaggio che Canuto e suo fratello si recarono nella terra degli Slavi portando indietro con loro la madre che viveva laggiù. Ovviamente questo non significa che essa fosse per forza originaria di quelle terre, tuttavia l'opera lo suggerisce fortemente.
- Nel Liber vitae of the New Minster and Hyde Abbey Winchester c'è un'iscrizione secondo cui una delle sorelle di Canuto si sarebbe chiamata Santslaue (il testo è Santslaue soror CNVTI regis nostri) un nome che richiama una matrice slava. Alcuni storici ritengono che questa figlia sia stata battezzata così in onore della propria madre generando l'ipotesi secondo il quale il nome originale della madre fosse Swietoslawa. Tuttavia questa idea si basa sull'ipotesi, non confermata, che Santaslaue porti il nome della madre.

Negli anni si sono formate varie teorie sulla vera identità di Sigríð. Una di queste vuole che essa non sia altro che il frutto delle confuse interpretazioni legate alla vita della principessa Swietoslawa figlia di Miecislao I che sposò Eric il Vittorioso in prime nozze e Sweyn in seconde nozze. Il nome Sigríð potrebbe essere sia il nome che ella stessa scelse di adottare per meglio adattarsi al nuovo contesto linguistico in cui viveva, che una mera invenzione dei cronacotecari che o non conoscevano, o non sapevano trascrivere, il suo nome di battesimo.
Alcuni storici tuttavia considerano Sigríð una mera invenzioni degli scrittori medievali.

## Ascendenza
|                        |                       |                     | Genitori |  |  | Nonni |  |  | Bisnonni |  |  | Trisnonni |  |
|                        |                       |                     |          |  |  |       |  |  | Lestek   |  |  | Siemowit  |  |
|                        |                       |                     |          |  |  |       |  |  | Lestek   |  |  | Siemowit  |  |
|                        |                       | …                   |          |  |  |       |  |  | Lestek   |  |  |           |  |
| Siemomysł              |                       |                     |          |  |  |       |  |  | Lestek   |  |  |           |  |
|                        |                       | …                   | …        |  |  |       |  |  |          |  |  |           |  |
|                        |                       | …                   | …        |  |  |       |  |  |          |  |  |           |  |
|                        |                       | …                   | …        |  |  |       |  |  |          |  |  |           |  |
| Miecislao I di Polonia |                       | …                   |          |  |  |       |  |  |          |  |  |           |  |
|                        |                       | …                   | …        |  |  |       |  |  |          |  |  |           |  |
|                        |                       | …                   | …        |  |  |       |  |  |          |  |  |           |  |
|                        |                       | …                   | …        |  |  |       |  |  |          |  |  |           |  |
| …                      |                       | …                   |          |  |  |       |  |  |          |  |  |           |  |
|                        |                       | …                   | …        |  |  |       |  |  |          |  |  |           |  |
|                        |                       | …                   | …        |  |  |       |  |  |          |  |  |           |  |
|                        |                       | …                   | …        |  |  |       |  |  |          |  |  |           |  |
| Sigrid la Superba      |                       | …                   |          |  |  |       |  |  |          |  |  |           |  |
|                        | Vratislao I di Boemia | Bořivoj I di Boemia |          |  |  |       |  |  |          |  |  |           |  |
|                        | Vratislao I di Boemia | Bořivoj I di Boemia |          |  |  |       |  |  |          |  |  |           |  |
|                        | Vratislao I di Boemia | Ludmilla di Boemia  |          |  |  |       |  |  |          |  |  |           |  |
| Boleslao I di Boemia   | Vratislao I di Boemia |                     |          |  |  |       |  |  |          |  |  |           |  |
|                        |                       | Drahomira di Boemia | …        |  |  |       |  |  |          |  |  |           |  |
|                        |                       | Drahomira di Boemia | …        |  |  |       |  |  |          |  |  |           |  |
|                        |                       | Drahomira di Boemia | …        |  |  |       |  |  |          |  |  |           |  |
| Dubrawka               |                       | Drahomira di Boemia |          |  |  |       |  |  |          |  |  |           |  |
|                        |                       | …                   | …        |  |  |       |  |  |          |  |  |           |  |
|                        |                       | …                   | …        |  |  |       |  |  |          |  |  |           |  |
|                        |                       | …                   | …        |  |  |       |  |  |          |  |  |           |  |
| Biagota                |                       | …                   |          |  |  |       |  |  |          |  |  |           |  |
|                        |                       | …                   | …        |  |  |       |  |  |          |  |  |           |  |
|                        |                       | …                   | …        |  |  |       |  |  |          |  |  |           |  |
|                        |                       | …                   | …        |  |  |       |  |  |          |  |  |           |  |
|                        |                       | …                   |          |  |  |       |  |  |          |  |  |           |  |